# Hans Peter Jakobsen
 Ikke at forveksle med Hans Peter Jacobsen.
Dr. Hans Peter Jakobsen, også: Jacobsen (født 1893 i Lysabild på Als, død 1952 i München) var en dansk journalist og forfatter.
Jakobsen blev student i Flensborg og læste derefter statsvidenskab i München. Fra 1914 deltog han som soldat i 1. verdenskrig. Senere arbejdede han som reklamekonsulent i München. I 1939 flyttede han til Kappel ved Slien og dermed tilbage til sin sønderjyske hjemstavn. Efter 2. verdenskrig virkede han inden for den dansk-sydslesvigske bevægelse og blev redaktør af den danske, men tysk-sprogede avis Südschleswigsche Heimatzeitung. I sine sidste år var han direktør for annonceafdelingen ved det amerikanske vesttyske blad Die neue Zeit.
Jakobsen var forfatter til flere juridiske og skønlitterære værker. Hans bog Peter Nogensen udkom på dansk i december 1948. Heri beskriver han en dansk sydslesvigers udviklingsrejse gennem preussertiden og nazismen, inden han genfinder sin dansk-sydslesvigske baggrund. Bogen har selvbiografiske træk. Jakobsen skrev romanen under ns-tiden. For ikke at risikere at blive arresteret af Gestapo blev manuskriptet gemt af Claus Eskildsen på Statsseminaret Tønder.